# 마이트레야 (신지학)
마이트레야(Maitreya)는 마하트마 즉 지혜의 대사이다.

## 명칭
마이트레야라는 이름은 그의 스승이 준 이름이며, 「다행히 되는 사람」이나 「기쁨과 행복을 가져오는 사람」을 의미한다.
그는 한국에서 미륵보살, 불교에서 마이트레야라는 부처, 크리스트교에서 그리스도, 유태교에서 메시아, 힌두교에서 칼키라는 아바타라, 이슬람교에서 마흐디라는 이맘으로서 알려져 있다.

## 개요

### 입장
그는 지구에서 세계 교사, 그리스도, 영적 하이라키의 장, 제2광선의 부문의 장(보살), 사랑과 자비의 주(그의 전임자이며 석가의 스승인 부처는 지혜의 주), 그리스도 원리의 체현자, 천사(데바)의 지도자, 제1과 제2통과의례의 창시자다. 그를 통해 제2양상의 에너지가 흐른다. 그의 후임자는 크트 후미 대사이다.

### 일
가장 알려져 있는 일은 예수 그리스도로서의 일이다. 그는 제자인 나사렛 예수에게 오버섀도를 실시해, 사랑의 시대의 개막과 물고기자리의 시대의 개막을 실시했다.
그는 물병 자리의 시대에도 세계 교사로서 인류에게 알려지지만, 제자는 아니고 그 자신이 알려진다. 왜냐하면 오버섀도를 실시하지 않고, 새롭게 만든 육체인 마야비 르파를 입어 나타나기 때문이다. 현재, 그는 런던의 아시아인 지구에 살고 있어 이윽고 인류에게 온 세상계를 통해 그 자신과 하이라키의 존재를 알린다. 이 일은 대선언이라 말해진다.
그는 몇 사람의 제자(크리슈나, 샹카라, 체이타니야 등)에 오버섀도를 실시해, 사람들을 이끌었다.

## 같이 보기
- 예수 그리스도
- 그리스도
- 메시아
- 이맘
- 미륵보살
- 아바타라
- 칼키